# Kościół Nostra Signora della Consolazione w Genui
Kościół Nostra Signora della Consolazione e San Vincenzo martire (pol. kościół Matki Bożej Pocieszenia i św. Wincentego z Saragossy) lub Santa Maria della Consolazione e San Vincenzo martire – rzymskokatolicki kościół w Genui w dzielnicy San Vincenzo. Jest kościołem parafialnym, należącym do dekanatu Carignano-Foce w Archidiecezji Genui. Stanowi centrum kultu Matki Bożej Pocieszenia oraz augustiańskiej zakonnicy, św. Ryty w Genui. Spośród dzieł sztuki zdobiących wnętrze świątyni wyróżnia się zawieszony w centrum nawy głównej dużych rozmiarów obraz w formie krucyfiksu, stanowiący osobliwość w sztuce genueńskiej.

## Historia

### Pierwotny kościół
Kościół Matki Bożej Pocieszenia i św. Wincentego Męczennika jest jedyną świątynią zakonu św. Augustyna („trzewiczkowego”, w przeciwieństwie do kościołów Madonnetta i San Nicola da Tolentino, należących do augustianów bosych), która przetrwała do czasów współczesnych. To zreformowane zgromadzenie augustiańskie, które później otrzymało wezwanie Matki Bożej Pocieszenia, powstało w 1473 roku w Genui. Zostało ono ostatecznie zatwierdzone przez papieża Leona X. Miało w sumie 34 klasztory, a przeor zgromadzenia, bł. Giovan Battista Poggi założył swoją siedzibę w obecnym kościele, który wkrótce stał się ośrodkiem duchowości i kultury, na wzór augustiańskiego klasztoru Santo Spirito we Florencji, kolebce włoskiego renesansu. W dekoracji kościoła uczestniczyli artyści z Florencji, w tym Perino del Vaga. Ówczesny kościół Matki Bożej Pocieszenia położony był na terenie zwanym Artoria, na zewnątrz i w pobliżu nowych murów miejskich, którą to lokalizację uznano za zbyt niebezpieczną na wypadek ataku wroga (co miało miejsce w 1632 roku). W związku z tym w grudniu 1681 roku kościół został rozebrany, a augustianie znaleźli w roku następnym tymczasową siedzibę w pałacu Francesca Pinellego, położonym na przedmieściu San Vincenzo. W latach 1683–1684 udało im się kupić cały pałac, a także willę i otaczający ją ogród, posiadłość dostojnika kościelnego Giulia Vincenza Gentile.

### Obecny kościół

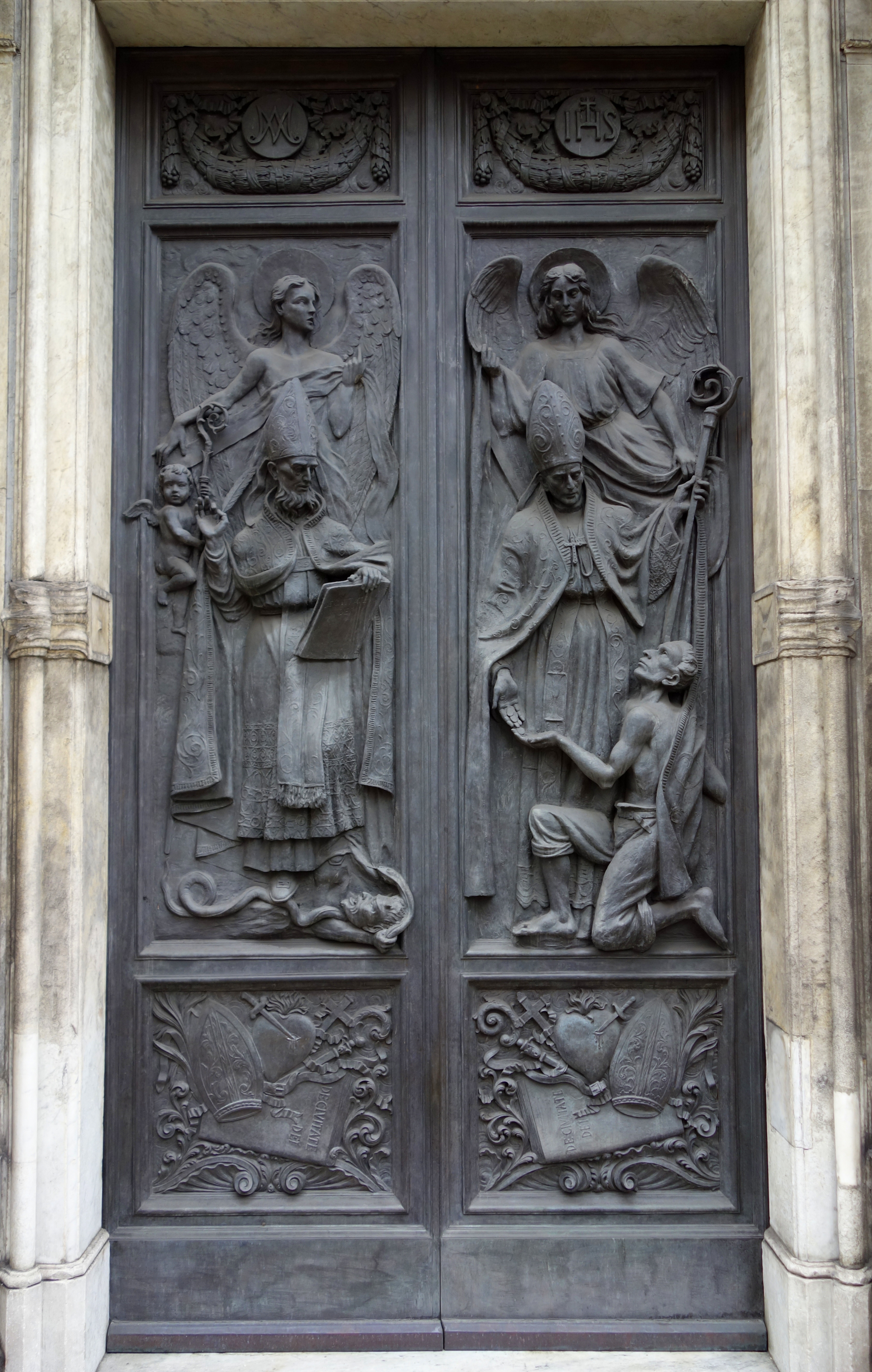
Drzwi w portalu głównym

W 1684 roku Giulio Vincenzo Gentile położył kamień węgielny pod budowę nowego kościoła (do tej pory augustianie odprawiali swoje nabożeństwa w pobliskiej parafii San Vincenzo). Architekt, który zbudował kościół jest nieznany, mógł to być Piero Antonio Corradi. Kościół został oddany do użytku w 1693 roku. W jego murach znalazły się pozostałości pierwotnego kościoła, a także fragmenty pochodzące z kościołów: Sant’Agostino, San Vincenzo, San Sebastiano, San Camillo i Santa Maria della Pace, a także z oratoriów Rosario i Cintura. Zakonnicy przeznaczyli większość dostępnych środków nie na wyposażenie nowego kościoła, ale na adaptację pałacu na klasztor, tak by mógł on funkcjonować jako centrum kultury i życia chrześcijańskiego. Prace adaptacyjne rozpoczęły się w 1699 roku, a w 1708 roku zakonnicy wprowadzili się do nowego klasztoru. Nie powiodła się jednak przebudowa całego kompleksu pałacowego na klasztor, część jego pomieszczeń użytkowały (i użytkują do dziś) instytucje świeckie. Równolegle trwały prace wykończeniowe w kościele. W XVIII wieku udekorowano pod nadzorem Bernarda Schiaffina i Paola Gerolama Pioli ołtarz w prawym transepcie. Inne, drobne prace objęły udekorowanie kilku kaplic. W 1769 roku zbudowano kopułę. Klasztor zajmował powierzchnię 10 000 m², miał 4 piętra, z których ostatnie prawie całkowicie było zajęte przez bibliotekę. W międzyczasie, w związku z intensywną zabudową okolic kościoła i klasztoru zlikwidowano sąsiednią parafię San Vincenzo, (istniejącą od 1163 roku) przenosząc jej funkcje i wezwanie do kościoła Matki Bożej Pocieszenia.

#### XIX wiek
W następstwie napoleońskiej kasaty zakonów w 1810 roku augustianie zostali zmuszeni do opuszczenia swego klasztoru. Powrócili do niego w 1816 roku, a ich kościołowi, oprócz zwykłych zadań klasztornych dodano funkcje parafialne w związku przeniesieniem tu pobliskiej parafii San Vincenzo, której kościół został początkowo przeznaczony na koszary, a później stał się klubem garnizonowym. Przy tej okazji do dotychczasowej dedykacji kościoła, Matki Bożej Pocieszenia (Nostra Signora della Consolazione), dodano wezwanie św. Wincentego Męczennika (San Vincenzo Martire). Począwszy od 1824 roku, przez prawie sto lat, prowadzono w kościele prace dekoracyjne, w które byli zaangażowani tacy artyści, jak: Giuseppe Paganelli, Michele Canzio, Giovanni Quinzio, Francesco Semino i Giuseppe Isola. 13 grudnia 1890 dekretem arcybiskupa Salvatore Magnasca kościół otrzymał tytuł prepozytury. 

#### XX wiek
Wiek XX w dziejach kościoła charakteryzował się rozwojem kultu augustiańskiej zakonnicy, św. Ryty. W przypadające 22 maja jej święto, połączone z tradycyjnym poświęceniem róż, kościół nawiedzały liczne rzesze wiernych. W związku z kultem św. Ryty zmieniono ołtarz po lewej stronie, poświęcony wcześniej św. Rochowi.

## Architektura
Barokowa, dwukolorowa fasada kościoła, została ukończona w 1864 roku przez Carlo Biale na podstawie swobodnej interpretacji rysunków, opublikowanych przez Rubensa w czasie jego pobytu w Genui. Na tympanonie głównego portalu znajduje się kopia skromnej, XVI-wiecznej Madonny z Dzieciątkiem, której oryginał, mocno zniszczony przez bombardowania II wojny światowej, został usunięty, aby uchronić go przed niekorzystnym wpływem czynników atmosferycznych. Do wnętrza prowadzą drzwi udekorowane dwiema płaskorzeźbami z brązu: Św. Augustyn (po lewej) i Św. Tomasz z Villanuevy (po prawej), zrealizowanymi przez Mistruzziego w 1961 roku. Drzwi pobłogosławił 12 lutego tego samego roku kardynał Giuseppe Siri.

## Wnętrze

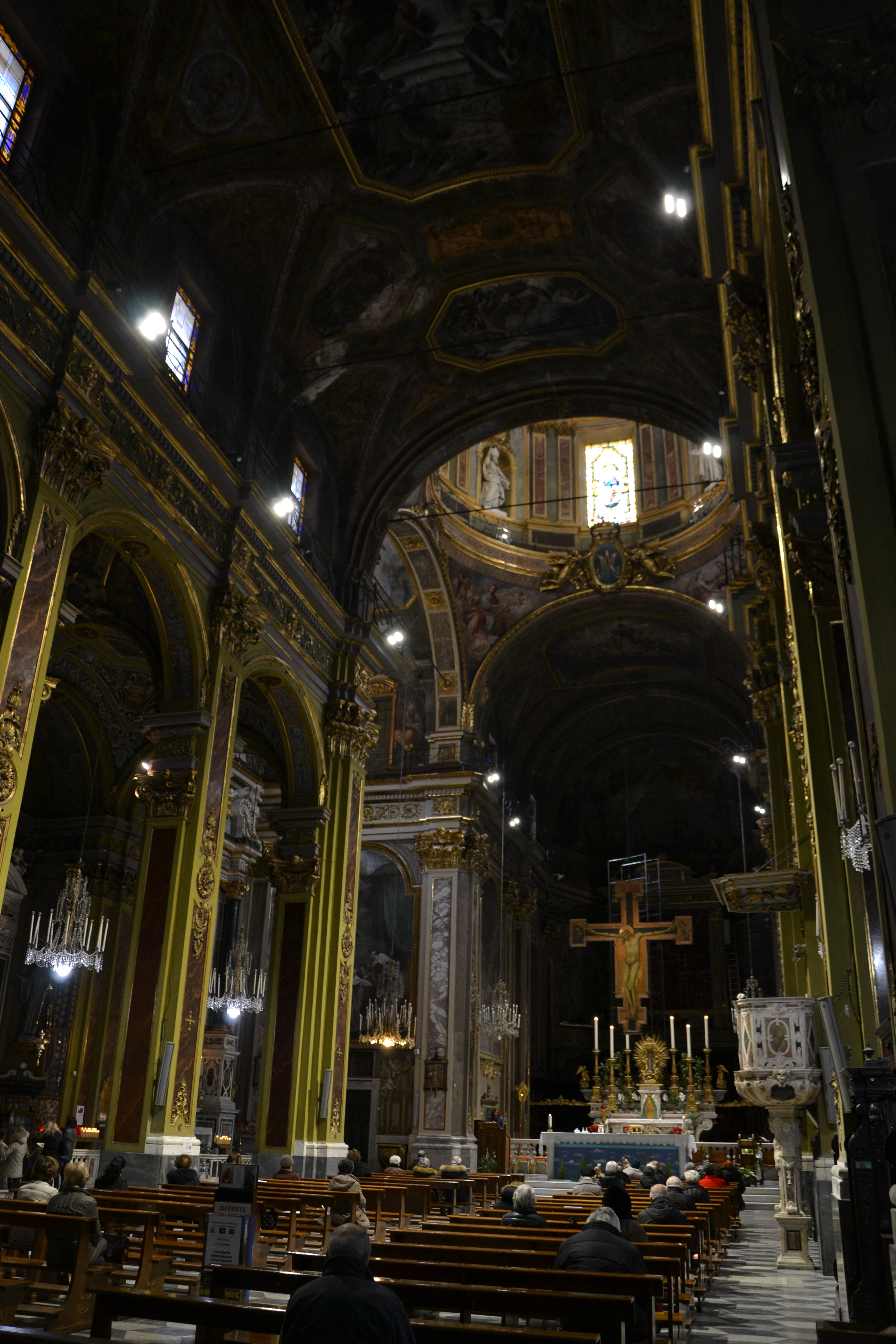
Wnętrze

Wnętrze jest podzielone czworokątnymi filarami na trzy nawy i przecięte transeptem. Na skrzyżowaniu naw wznosi się z kopuła, a korpus nawowy zamyka wydłużone prezbiterium. Sklepienie nawy głównej zdobią freski Giuseppe Isoli z 1874 roku: dwie Wizje Apokaliptyczne i Madonna na tronie ze świętymi Augustynem i Wincentym pomiędzy nimi, natomiast na ścianie wewnętrznej fasady, ponad drzwiami znajduje się Judyta triumfująca w Betulii, tego samego autora i z tego samego roku. Witraże w dużym oknie (autorstwa R. Arbertellego z 1948 roku) przedstawiają, od lewej: Św. Monikę, Matkę Bożą Pocieszenia i Św. Augustyna. Fresk na sklepieniu kopuły, Upadek Lucyfera, namalował w 1878 roku Francesco Semino. Stiukowe posągi Doktorów Kościoła na bębnie są dziełem Antonia Brilli (XIX wiek). Freski w nawach bocznych namalował Giovanni Quinzio.

### Ołtarz główny
W centrum nawy głównej zawieszony jest duży obraz-krucyfiks, z postacią Jezusa Ukrzyżowanego, namalowaną na pozłacanym tle około 1350 roku przez nieznanego z nazwiska następcę Pietra Lorenzettiego. Autor określany jest jako Maestro di Santa Maria di Castello, ponieważ namalował jeszcze jeden obraz, znajdujący się obecnie w kościele Santa Maria di Castello. Dzieło jest rzadkością z uwagi na jakość wykonania i średniowieczną proweniencję; dużych rozmiarów obraz (5,18 x 4,18 m) został prawdopodobnie namalowany dla gotyckiego kościoła Sant’Agostino, a w tutejszym kościele pojawił się po represjach napoleońskich. Zaniedbany od ponad wieku ze względu na niefortunne przemalowanie, odzyskał pierwotny blask dzięki umiejętnej restauracji, przeprowadzonej pod nadzorem urzędu konserwatorskiego Ligurii. Jest pomalowany po obu stronach (z tyłu widoczne są złote gwiazdy na niebieskim tle), co świadczy, iż miał być zawieszony ponad ołtarzem. Delikatne, niemal przezroczyste stopy Chrystusa, skąpane w jasnym świetle, tworzą osobliwy efekt plastyczny. Jego opuszczona głowa kontrastuje z dramatycznym, bolesnym wyrazem twarzy św. Jana i Matki Bożej Bolesnej, zdradzających wpływ lokalnego malarstwa z epoki romańsko-bizantyńskiej. Nową mensę ołtarzową oraz drewniane stalle zaprojektował Cesare Fera w 1993 roku.

### Prezbiterium
Prezbiterium jest oddzielone od nawy kilkoma stopniami schodów. Po prawej stronie znajduje się, osłonięty szklaną szybą, fragment ściany z monochromatycznym freskiem, pochodzącej z zakrystii pierwotnego kościoła. Autorstwo fresku, przedstawiającego Złożenie do grobu, przypisywane jest Perinowi del Vaga. Ściany prezbiterium wypełniają freski: Chrzest św. Augustyna i Wyświęcenie św. Augustyna na biskupa, pędzla Cesare Maccariego (1889). XIX-wieczna, marmurowa balustrada, oddziela prezbiterium od apsydy, w której znajduje się dawny ołtarz główny, dzieło genueńskie z końca XVII wieku. Za ołtarzem jest chór zakonny z wyszukanymi, XVIII-wiecznymi, drewnianymi stallami i dużym, centralnym badalone (rodzaj obrotowego pulpitu), na którym leżały manuskrypty chorałowe, służące zakonnikom podczas śpiewu. Na sklepieniu prezbiterium widnieje Św. Wincenty w chwale, zaś na sklepieniu apsydy – Matka Boża Pocieszenia adorująca Syna, oba autorstwa Filippa Alessia z 1825 roku.

### Zakrystia
Drewniane drzwi z prawej strony prezbiterium prowadza do przedsionka zakrystii, w którym stoi duży krucyfiks procesyjny, dzieło przypisywane Bernardowi Schiaffino. W samej zakrystii znajdują się XVIII-wieczne meble i XVIII-wieczny ołtarz z obrazem Wręczenie paska św. Tomaszowi Apostołowi. W mensie ołtarzowej, gdzie dawniej umieszczony był fresk Perina del Vaga (obecnie w prezbiterium) znajdują się relikwie bł. Vaseraria, zakonnika augustiańskiego, umieszczone w XVII-wiecznym drewnianym sarkofagu. Zakrystia połączona jest przejściem z klasztorem.

### Kaplica św. Augustyna i Madonny z Paskiem

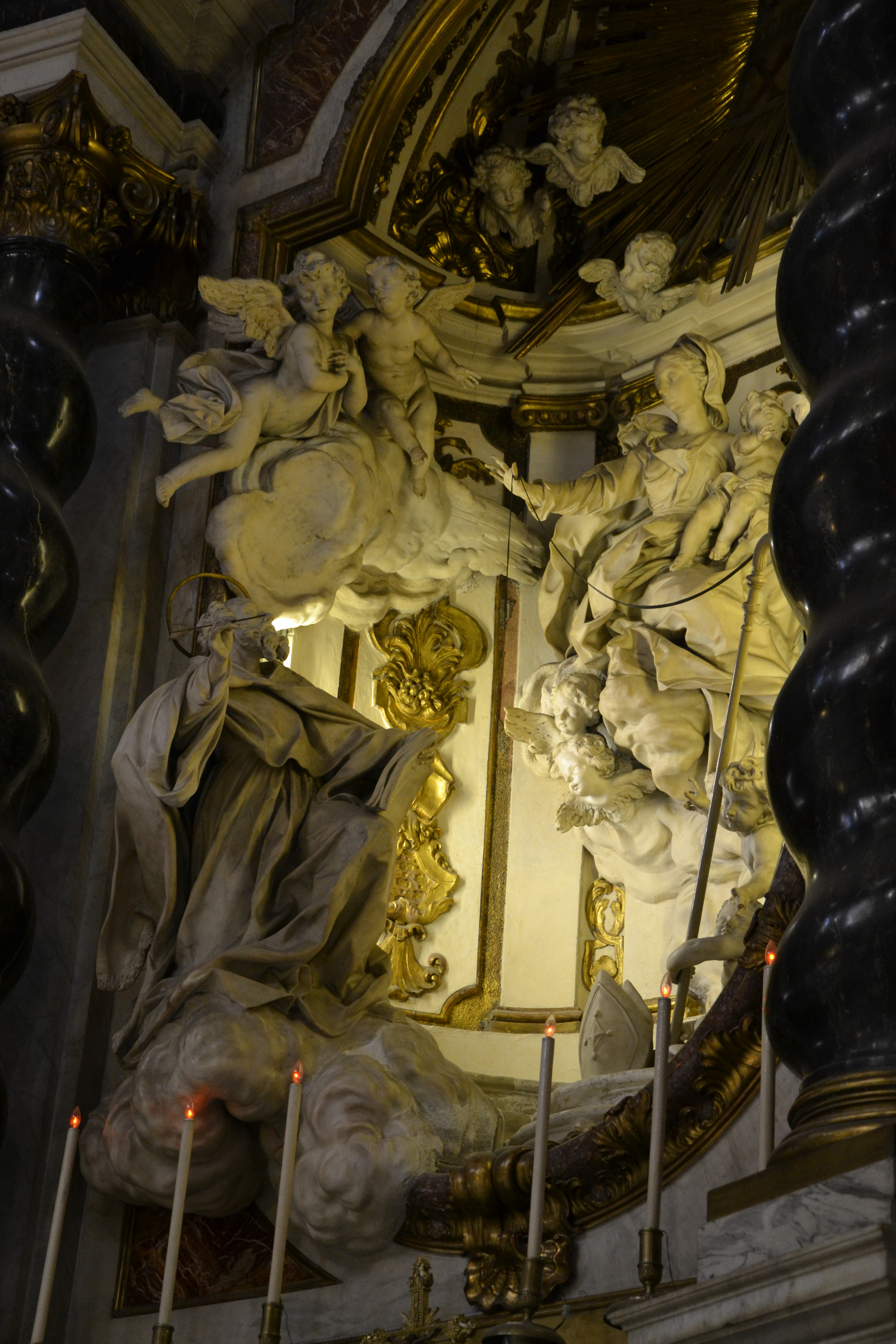
Bernardo Schiaffino, Madonna ze św. Moniką i aniołami przekazująca pasek św. Augustynowi (XVIII w.)

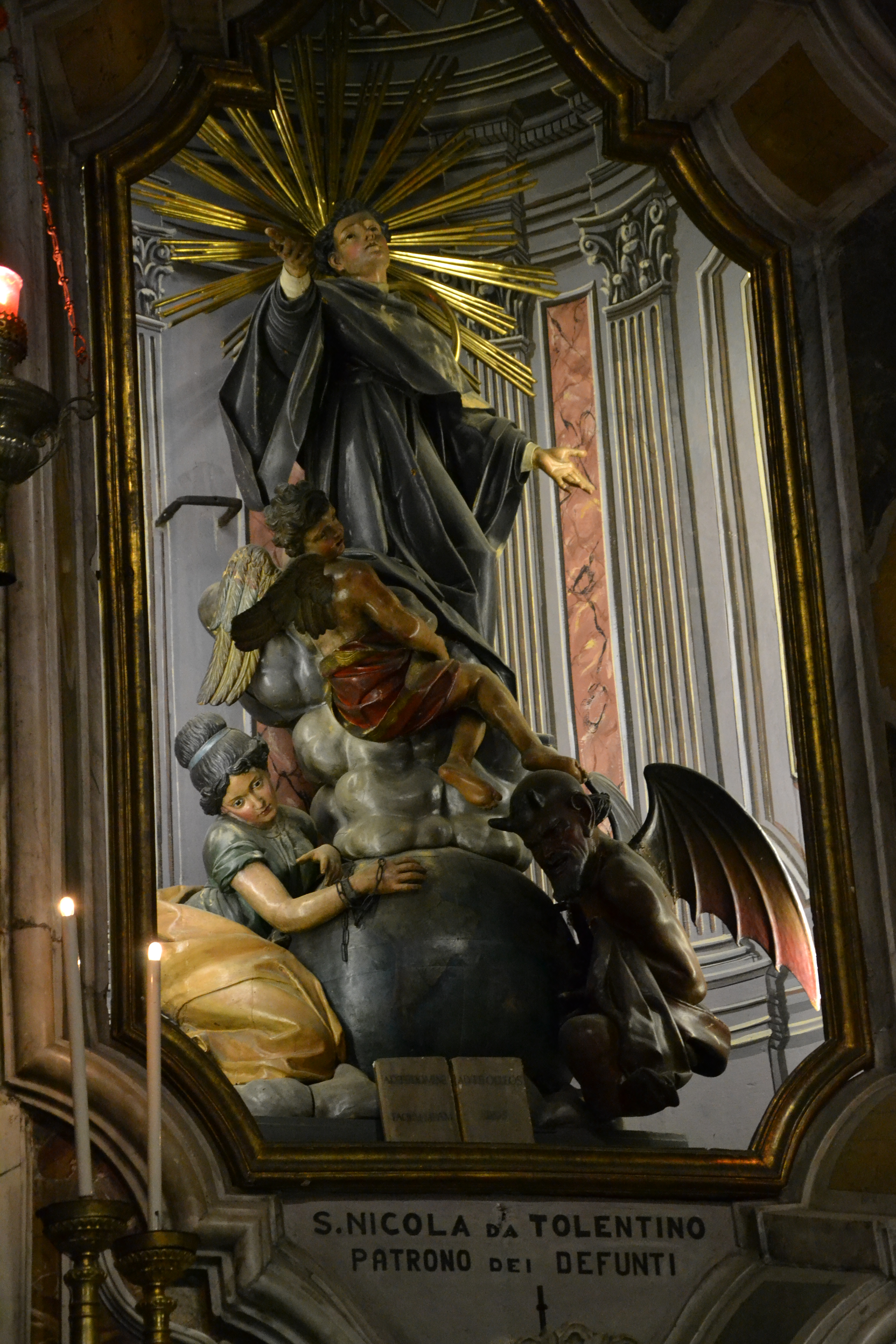
Agostino Storace, Św. Mikołaj z Tolentino (ok. 1760–1770)

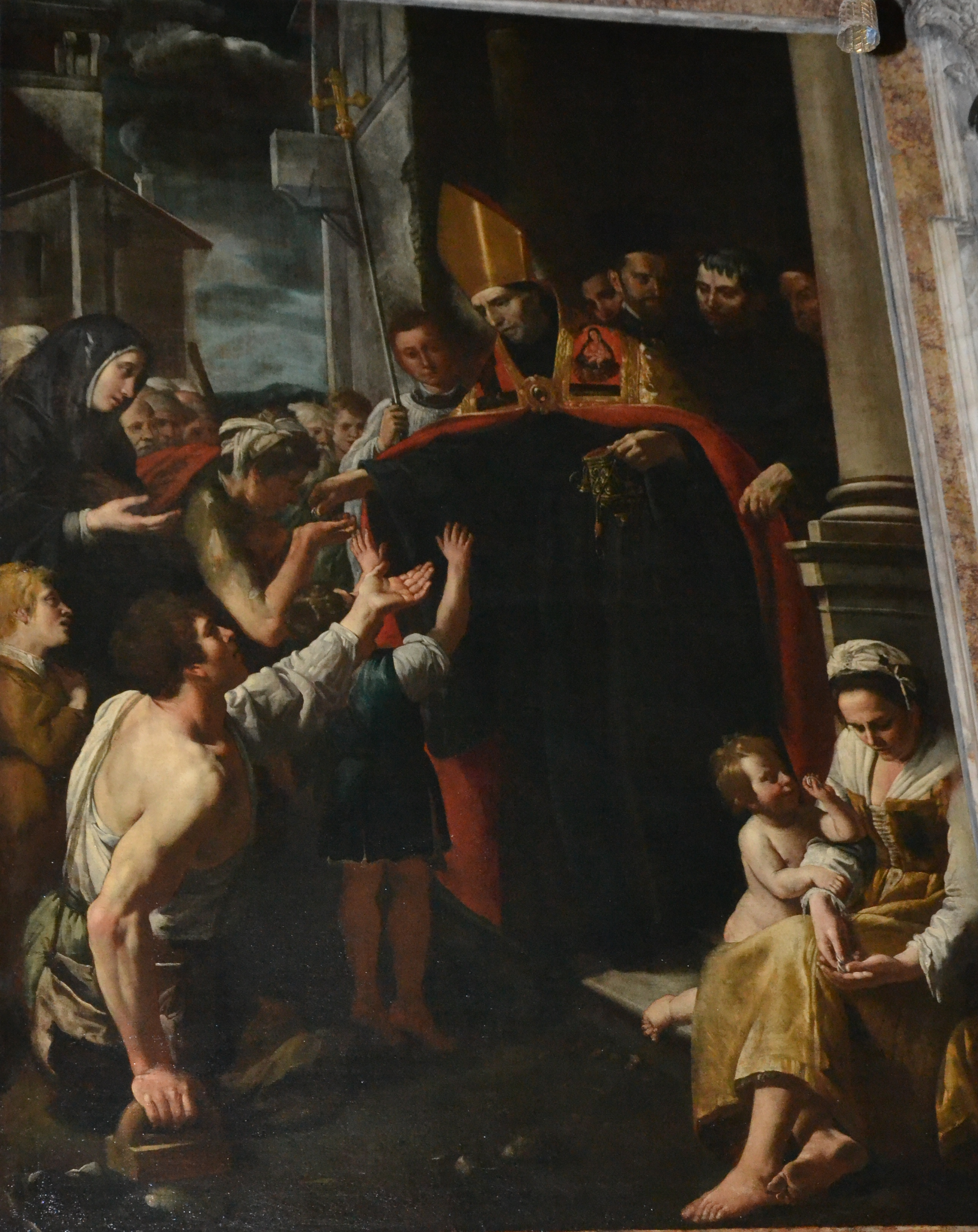
Domenico Fiasella, Święty Tomasz składający jałmużny

Kaplica w prawym transepcie, dedykowana św. Augustynowi i Madonnie z Paskiem (Cappella di Sant’Agostino o della Madonna della Cintura) została zbudowana w 1718 roku przez Domenica Torre. Grupę rzeźbiarską Madonna ze św. Moniką i aniołami przekazująca pasek św. Augustynowi zrealizował w XVIII wieku Bernardo Schiaffino. Grupa umieszczona została w niszy pomiędzy dwiema parami spiralnych kolumn z czarnego marmuru z Portovenere. Dziełem Schiaffina są również putta pod mensą ołtarzową. Freski na sklepieniu namalował w 1722 roku Paolo Gerolamo Piola. Przedstawiają one, od lewej: Św. Augustyna i Dzieciątko z naczyniem, Chrzest św. Augustyna i Anioła objawiającego się św. Monice. Dziełem Pioli są również flankujące ołtarz obrazy Św. Jan Chrzciciel (po lewej) i Prorok (po prawej) oraz Św. Piotr otrzymujący klucze od Chrystusa na tylnej ścianie. W lewym narożniku kaplicy znajduje się grobowiec z marmurowym popiersiem proboszcza Giuseppe Capecciego, natomiast na filarze, oddzielającym tę kaplicę od następnej, widnieje majolikowa płaskorzeźba Madonna adorująca Dzieciątko, dzieło warsztatu Luki della Robbia, pochodzące z pierwotnego kościoła.

### Nawa prawa

#### Kaplica św. Wincentego Męczennika
Obraz w ołtarzu w kaplicy poświęconej św. Wincentemu Męczennikowi (Cappella di San Vincenzo Martire), przedstawiający jego męczeństwo, należał do ołtarza głównego dawnego kościoła parafialnego San Vincenzo. Jest datowany na 1605 rok, a jego autorstwo przypisuje się Lazzarowi Tavarone. Na mensie ołtarzowej stoi relikwiarz św. Piusa Męczennika. Ściany kaplicy zdobią stiukowe, XIX-wieczne posągi Św. Piotr i Św. Paweł. Na sklepieniu widnieje fresk Kazanie św. Wincentego, pędzla Giovanniego Quinzia.

#### Kaplica św. Mikołaja z Tolentino
Ołtarz kolejnej kaplicy, dedykowanej św. Mikołajowi z Tolentino (Cappella di San Nicola da Tolentino), był wielokrotnie przerabiany: pierwotnie znajdował się w nim obraz Pioli (później zagubiony), a obecnie – wykonana w drewnie grupa rzeźbiarska Św. Mikołaj, dłuta Agostina Storace, ucznia Antona Marii Maragliana, z około 1760–1770 roku, przemalowana gruntownie w XIX wieku. Na ścianie, w głębi kaplicy, w surowej scenerii umieszczono postacie dziewczyny i diabła z kulą ziemską. W bocznych niszach stoją stiukowe, XIX-wieczne posągi Św. Wilhelm i Św. Helena. Sklepienie zdobi fresk Giovanniego Quinzia, Zaśnięcie św. Mikołaja.

#### Kaplica Niepokalanej
Na ołtarzu kaplicy Niepokalanej (Cappella dell’Immacolata) znajduje się, wykonany w polichromowanym drewnie, posąg Niepokalanej, dzieło Stefana Valle z około 1875 roku. Ściany kaplicy zdobią stiukowe, XIX-wieczne posągi Św. Katarzyna i Św. Agnieszka, a sklepienie – fresk Giovanniego Quinzia, Ucieczka do Egiptu.

#### Kaplica św. Tomasza z Villanuevy
Obraz w ołtarzu kaplicy, dedykowanej augustiańskiemu biskupowi św. Tomaszowi z Villanuevy (Cappella di San Tommaso da Villanova), Święty Tomasz składający jałmużny, pochodzi z pierwotnego kościoła. Namalował go Domenico Fiasella. Sklepieniu zdobi fresk Św. Augustyn w chwale Giovanniego Quinzia.

### Nawa lewa

#### Kaplica św. Jana z Sahagún
Obraz w ołtarzu kaplicy, dedykowanej św. Janowi z Sahagún (Cappella di San Giovanni da San Facondo) Św. Jana cudownie ratujący dziecko, wpadające do studni namalował w XVIII wieku Francesco Narice da Sestri. Na sklepieniu widnieje fresk Giovanniego Quinzia Św. Piotr wśród pogan.

#### Ołtarz św. Wawrzyńca
Obraz Męczeństwo św. Wawrzyńca w kaplicy poświęconej temu świętemu (Cappella di San Lorenzo) namalował Domenico Piola, na zlecenie Lorenza Canevaro dla kaplicy pod tym samym wezwaniem w pierwotnym kościele. Na sklepieniu jest fresk Uwięzienie św. Wawrzyńca Giovanniego Quinzia.

#### Kaplica Matki Bożej Różańcowej
W ołtarzu kaplicy Matki Bożej Różańcowej (Cappella della Madonna del Rosario) znajduje się duża kompozycja ołtarzowa, poświęcona patronce kaplicy, dłuta Giovanniego Battisty Santacroce z lat 1625–1650, pochodząca z kościoła San Vincenzo. Autorstwo dwóch posągów w niszach (Św. Dominik i Św. Katarzyna ze Sieny) z uwagi na ich swobodne ułożenie w przestrzeni, dynamikę ubiorów, opracowanie niektórych części ciała (dłonie, rysy twarzy i włosy św. Katarzyny), przypisuje się warsztatowi Antona Marii Maragliana. Na sklepieniu znajduje się Zwiastowanie pędzla Giovanniego Quinzio.

#### Kaplica św. Ryty
Ołtarz w kaplicy św. Ryty (Cappella di Santa Rita) jest przedmiotem jej rosnącego kultu. Owalny obraz Św. Ryta namalował w XIX wieku Tito Troja. Ściany kaplicy zdobią stiukowe, XIX-wieczne posągi Bł. Szymon z Cascii (po lewej) i Bł. Klara z Montefalco, a zewnętrzne sklepienie – fresk Giovanniego Quinzia, Zaśnięcie i chwała św. Alojzego Gonzagi.

#### Kaplica Matki Bożej od Zdrowia
Ołtarz w kaplicy poświęconej Matce Bożej od Zdrowia (Cappella di Nostra Signora della Salute) pochodzi z kościoła San Camillo, z którego został przeniesiony w 1813 roku. Płótno ołtarzowe przedstawia patronkę kaplicy i jest kopią obrazu Sassoferrata, pochodzącego ze zburzonego kościoła Santa Maria della Pace. Na prawej ścianie znajduje się obraz Estera i Aswerus (z lat 1815–1830), na sklepieniu Wąż z brązu, a po bokach ołtarza: Św. Joachim i Św. Anna, wszystkie pędzla Giuseppe Paganellego.

## Refektarz
Obrazy zgromadzone w klasztorze to dzieła bądź porzucone przez kościół bądź skutek XIX-wiecznych, represyjnych dekretów napoleońskich, na mocy których pozbawiano kościoły ich wyposażenia. W refektarzu (dawnym salonie reprezentacyjnym pałacu Pinellego) zgromadzona została imponująca kolekcja obrazów. Rozpoczyna ją, począwszy od lewej ściany, Święta Rodzina, barokowy obraz Orazia De Ferrari z 1648 roku, po którym następuje dużych rozmiarów Ostatnia Wieczerza, jeden z trzech obrazów (obok z tych z Palazzo Rosso i oratorium San Giacinto di Fontanegli), przedstawiających ten sam temat, namalowany przez Lukę Cambiasa. Częste przedstawianie sceny Ostatniej Wieczerzy z Chrystusem i Apostołami na ścianach dużych refektarzy klasztornych lub nawet na wewnętrznych ścianach fasad XVI-wiecznych oratoriów miało na celu przywołanie ducha braterskiej wspólnoty zgromadzonych braci zakonnych. Lewą ścianę zamyka obraz Złożenie do grobu, podpisany i opatrzony datą przez Antonia Semina w 1547 roku. Na tylnej ścianie zawieszono dwa obrazy liguryjskie z XVIII wieku: po lewej Św. Roch adorujący Madonnę, pędzla Domenica Bocciarda (datowany między 1746 i 1770), a po prawej Wniebowzięcie Najświętszej Maryi Panny augustianina Agostina Delfina. Na prawej ścianie znajdują się dwa duże płótna: Chrzest św. Augustyna oraz Przeniesienie wizerunku Matki Bożej Dobrej Rady, namalowane przez Antonia Giolfi w XVIII wieku. Między nimi wisi obraz Madonna z paskiem pomiędzy świętymi Rochem i Mikołajem z Tolentino, namalowany w 1528 roku przez Antonia Bregna.

## Muzeum sztuki sakralnej
Powstanie muzeum (Museo di Nostra Signora della Consolazione di Genova) jest efektem jubileuszu założonego w 1256 roku zakonu augustianów, celebrowanego w 2008 roku w związku z inicjatywą Pochodnia przyjaźni między narodami, zapoczątkowaną w Suk Ahras (w starożytności Tagasta) w Algierii, a zakończoną przybyciem do grobu św. Augustyna w Pawii; Ważnymi etapami pośrednimi były miasta: Cagliari, Rzym, Civitavecchia i Genua. Z tej okazji w Genui, centrum zgromadzenia Matki Bożej Pocieszenia podjęto decyzję o utworzeniu ze środków Gminy Genua Centrum Kultury, w którym będą przechowywane i eksponowane przedmioty sakralne. Są wśród nich pochodzące z obecnego kościoła szaty liturgiczne, kancjonały, srebra, obrazy będące przedmiotem kultu, dzieła sztuki, oraz niektóre, jak ceramika, marmurowy posąg, niewielki fresk, pochodzące z pierwszego klasztoru augustianów w Artorii oraz wszystkie inne przedmioty mające walor zabytkowy (jak XVIII-wieczne kielichy i szaty liturgiczne) lub symboliczny, związany zakonnikami, mieszkającymi w klasztorze, a posługującymi w kościele Pocieszenia Matki Bożej.